# Karuba
Karuba ist ein Familien- und Legespiel des Spieleautors Rüdiger Dorn. Das Spiel für zwei bis vier Spieler ab acht Jahren dauert etwa 30 bis 40 Minuten pro Runde. Es ist im Jahr 2015 bei dem Verlag HABA erschienen und wurde im folgenden Jahr zum Spiel des Jahres 2016 nominiert. Inhaltlich handelt es sich bei Karuba um ein Expeditionsspiel, bei dem die Mitspieler versuchen, sich als Leiter einer Expedition durch versteckte Wege durch den Dschungel der Insel Karuba zu schlagen und möglichst wertvolle Schätze und verborgene Tempel zu finden.

## Thema und Ausstattung
Bei dem Spiel versuchen die Spieler anhand von ausliegenden Plättchen auf ihrem Inselfeld einen Weg zu den Tempeln im Dschungel der Insel Karuba zu legen und dabei möglichst viele Schätze in Form von Kristallen und Goldnuggets zu finden. Der Gewinner des Spiels ist der Spieler, der bei Spielende die wertvollsten Schätze gesammelt hat.
Das Spielmaterial besteht neben einer Spielanleitung aus
- vier Spielertableaus als Ablageflächen für die Spielplättchen („Insel“),
- 144 Dschungelplättchen, bestehend aus vier Sets aus jeweils 36 durchnummerierten Plättchen,
- 16 Abenteurerfiguren, jeweils vier in den Spielerfarben Braun, Blau, Lila und Orange,
- 16 Tempelsteine, jeweils vier in den genannten Spielerfarben,
- 16 Tempelschätze, jeweils vier in den genannten Spielerfarben mit den Werten 2, 3, 4 und 5,
- 64 Kristallen, Wert 1, und
- 16 Goldnuggets, Wert 2.

## Spielweise
Vor dem Spiel jeder Spieler jeweils ein Inseltableau, einen Satz der Dschungelplättchen sowie jeweils vier Tempelsteine und vier Abenteurerfiguren in unterschiedlichen Farben. Die Tempelschätze werden nach Farben sortiert und dann sortiert mit dem höchsten Wert ganz oben offen ausgelegt, sie kommen gemeinsam mit den Kristallen und Goldnuggets in die Tischmitte. Jeder Spieler platziert sein Inselplateau vor sich, danach setzen alle Spieler jeweils nacheinander einen Abenteurer und einen Tempel einer Farbe auf ihr Tableau, wobei werden die Abenteurer auf die Startfelder am Strand und die Tempel auf die Zielfelder im Dschungel gesetzt. Alle anderen Spieler setzen die jeweiligen Figuren der gleichen Farbe auf die identischen Felder ihres Tableaus, sodass am Ende alle Spieler die gleiche Ausgangslage haben. Ein Spieler wird zum Expeditionsleiter und mischt seine Dschungelplättchen durch, die er danach verdeckt als Stapel neben sein Tableau legt. Alle anderen Spieler sortieren ihre Dschungelplättchen nach Zahlen und legen sie offen um ihre Insel herum.
In dem Spiel bauen alle Spieler parallel jeweils auf ihrem Spielertableau ein Wegenetz auf. In jeder Runde beginnt der Expeditionsleiter damit, ein Plättchen aufzudecken und alle Spieler müssen aus ihrer Auslage das Plättchen mit der gleichen Nummer nehmen und es entweder auf der Insel auslegen oder es abwerfen und ihren Abenteurer ziehen. Entscheidet sich der Spieler dazu, das Plättchen auszulegen, platziert er es aufrecht auf einem beliebigen Feld seiner Insel. Dabei müssen nicht alle Wege angeschlossen werden, es dürfen auch Sackgassen entstehen. Handelt es sich um ein Plättchen mit einem Kristall oder einem Goldnugget, legt der Spieler einen entsprechenden Schatz auf das Plättchen. Wenn der Spieler sich stattdessen dazu entscheidet, das Plättchen abzuwerfen, darf er zusätzlich einen seiner Abenteurer ziehen. Der Abenteurer zieht entlang der bereits ausliegenden Pfade maximal so viele Plättchen vorwärts, wie Wege über den Rand des abgeworfenen Plättchen hinausweisen (2, 3 oder 4). Die Bewegung darf nicht auf mehrere Abenteurer aufgeteilt werden, es dürfen jedoch auch Schritte verfallen. Auf jedem Plättchen darf zudem nur ein Abenteurer stehen und es darf auch kein Abenteurer übersprungen werden. Endet eine Bewegung auf einem Feld mit Kristallen oder Goldnuggets, darf der Spieler diese zu sich nehmen und eventuell weitere Schritte verfallen. Ein Spieler darf jedoch auch über Felder mit Schätzen laufen, ohne dort zu enden und diese zu nehmen. Erreicht ein Spieler den farblich passenden Tempel, bleibt er dort stehen und nimmt sich den jeweils oben liegende und damit wertvollsten Tempelschatz der entsprechenden Farbe; kommen mehrere Spieler im gleichen Zug zu dem entsprechenden Tempel, bekommen alle den gleichen Wert des Schatzes über die folgenden Plättchen und eine entsprechende Anzahl Kristalle.
Das Spiel endet, wenn das letzte der 36 Dschungelplättchen vom Expeditionsleiter aufgedeckt wurde, oder wenn einer der Mitspieler seine 4 Abenteurer zu den entsprechenden Tempeln gezogen hat. Nach dem Spielende werden die Werte der Schätze addiert, Gewinner ist der Spieler mit dem höchsten Wert. Bei einem Gleichstand gewinnt der Spieler, der mehr Dschungelplättchen auf seiner Insel hat.

## Versionen und Rezeption
Das Spiel Karuba wurde von dem deutschen Spieleautor Rüdiger Dorn entwickelt und wurde zu den Internationalen Spieletagen 2015 bei dem Verlag HABA zeitgleich in einer Version auf Deutsch und Englisch sowie einer Version auf Französisch und Niederländisch veröffentlicht. 2016 erschien neben jeweils einer Neuauflage der beiden Versionen eine Ausgabe auf Polnisch, ebenfalls bei HABA, sowie auf Chinesisch bei Swan Panasia. 2018 folgte eine portugiesische Ausgabe bei Conclave Editora.
2016 wurde Karuba für das Spiel des Jahres nominiert, unterlag jedoch gegen das Spiel Codenames von Vlaada Chvátil. Die Jury zum Spiel des Jahres beschrieb das Spiel wie folgt:

„Edelsteine, Gold und Tempel locken Abenteurer nach Karuba. Um an die Schätze zu gelangen, bahnen die Spieler ihren jeweils vier Entdeckern Pfade vom Strand durch den Dschungel. Dazu legen sie Wegeplättchen auf freie Felder des eigenen Inselplans – und zwar gleichzeitig mit Runde für Runde identischen Plättchen. Doch ein ausgebautes Netz aus Pfaden allein genügt nicht. Der taktisch denkende Urwaldplaner braucht auch eine Laufstrategie. Wer ein Plättchen abwirft, darf eine Figur voranziehen. Je mehr Pfade auf dem Plättchen sind, desto mehr Schritte sind erlaubt. Und je früher ein Tempel erreicht wird, desto wertvoller sind die dort noch verbliebenen Schätze. Doch lohnt das Vorpreschen, wenn dafür andere Abenteurer im Dschungel ausgebremst werden oder unterwegs Goldnuggets liegen bleiben?“

Aufbauend auf Karuba veröffentlichte HABA 2017 eine kindgerechte Version des Spiels mit dem Namen Karuba junior sowie eine Kartenspielversion als Karuba: Das Kartenspiel.

## Belege
1. 1 2 3 4  Spieleanleitung Karuba; abgerufen am 5. September 2018
2. ↑  Karuba, Versionen bei BoardGameGeek. Abgerufen am 5. September 2018.
3. 1 2  Karuba auf der Website des Spiel des Jahres e.V.; abgerufen am 5. September 2018